# Kasteel van Helkijn

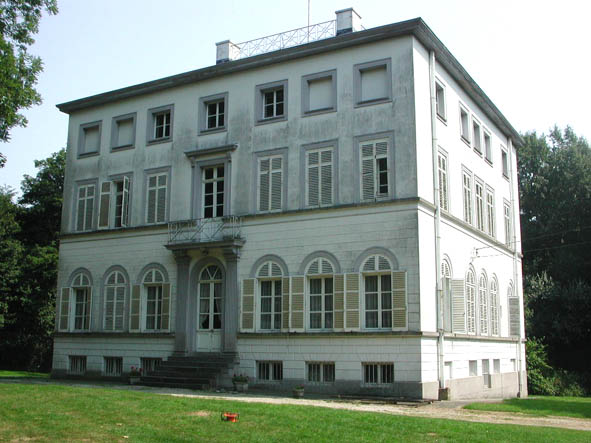
Kasteel van Helkijn

Het Kasteel van Helkijn is een kasteel in de tot de West-Vlaamse gemeente Spiere-Helkijn behorende plaats Helkijn, gelegen aan de Doornikseweg 45.

## Geschiedenis
Het kasteel werd in 1840 gebouwd op de plaats van een voormalige moestuin. Het gebouw is in neoclassicistische stijl met invloeden van de empirestijl. Begin 20e eeuw werd een koetshuis bijgebouwd.

## Gebouw
Het is een bouwwerk op vierkante plattegrond, dat tweeënhalve bouwlaag telt. De zuidgevel heeft een bordestrap en een balkon dat ondersteund wordt door twee Toscaanse zuilen. Het interieur is nog in de oorspronkelijke stijl. Ook het nabijgelegen koetshuis is nog in de originele staat met zadelkamers, ruiven en dergelijke.
Het kasteel is vlak bij de Schelde gelegen.